# Cigierre
Cigierre – Compagnia Generale Ristorazione SpA è un'azienda italiana del settore della ristorazione. Gestisce direttamente e in franchising oltre 370 ristoranti con i marchi Old Wild West, America Graffiti, Wiener Haus, Pizzikotto, Shi's e Smashie. Presente anche in Francia e Svizzera, Cigierre è controllata dal fondo di private equity BC Partners.

## Storia
Fondata nel 1995 a Martignacco, a pochi chilometri da Udine, da Marco Di Giusto e Antonio Maria Bardelli, Cigierre sviluppa i suoi primi ristoranti all'interno del centro commerciale Città Fiera di Torreano di Martignacco, sempre alle porte di Udine. Nel 2002 apre il primo ristorante Old Wild West, burger&steak house con ambientazione western. In seguito l'azienda apre altri ristoranti in franchising dello stesso tipo.
Nel 2007, mentre nasce Pork Haus, in seguito diventata Wiener Haus, tipologia che si ispira alle birrerie mitteleuropee, entra nel capitale dell'azienda il fondo di private equity Paladin Capital Partners. Cinque anni più tardi, nel 2012, subentra al posto di Paladin Capital Partners un altro fondo di investimento, L-Capital (gruppo Lvmh).
Nel 2015 l'azienda acquisisce il marchio udinese di ristoranti giapponesi Shi's. Nel 2016 il fondo americano BC Partners rileva l'85% di Cigierre valutando l'azienda circa 300 milioni. Nello stesso periodo Cigierre rileva la catena emiliana di pizzerie Pizzikotto. Nel 2016 Cigierre, che fa ricorso alle nuove tecnologie (tipo Satispay) con cui il cliente paga il conto direttamente dal suo smartphone, tocca i 300 milioni di fatturato
Nell'ottobre 2017 il gruppo acquisisce il controllo del marchio America Graffiti (ristoranti che offrono piatti tipici Usa, in un'ambientazione ispirata ai diner americani anni '50) raggiungendo un giro d'affari attorno ai 400 milioni di euro. Nel 2018 Cigierre rileva la maggioranza di Temakinho, proprietario di dieci ristoranti di cucina nippo-brasiliana a Milano, Roma, Londra, Ibiza e Formentera.

## Riconoscimenti
- Retailer of the Year per la categoria ristorazione servita con il marchio Old Wild West negli anni 2017, 2016, 2015 e 2013.[7]
- CNCC Retail Award 2016, premio sulla realtà del retail internazionale: primo posto nella sezione "Ristorazione&Food".[8]
- Premio Innovazione di SMAU Milano 2017 come uno dei migliori casi italiani di innovazione digitale nelle aziende e nelle Pubbliche Amministrazioni.[9]